# カワアイサ

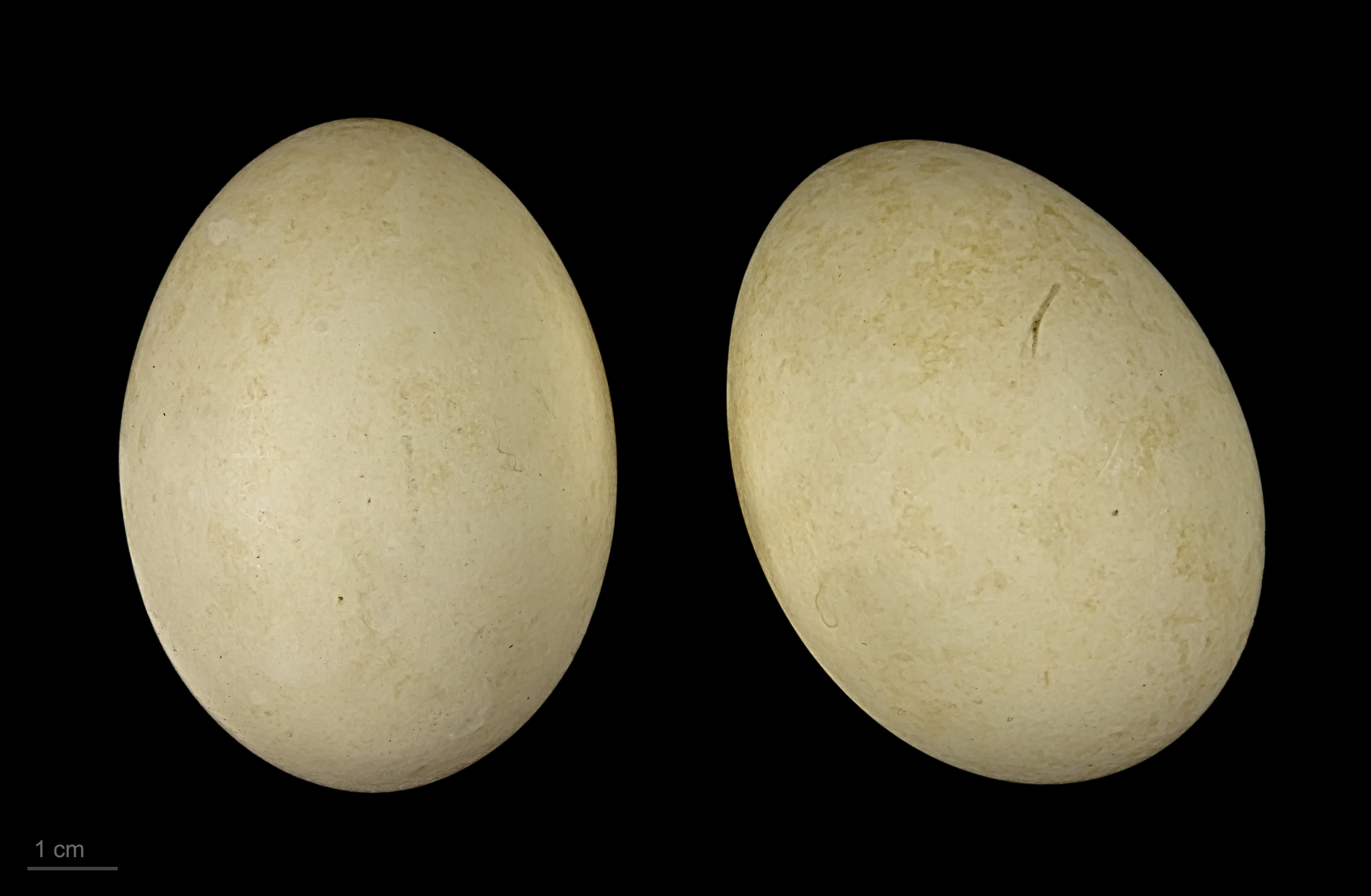
Mergus merganser

カワアイサ（川秋沙、学名：Mergus merganser）は、カモ目カモ科ウミアイサ属に分類される鳥類の一種。

## 分布
全北区に分布する。ユーラシア大陸中北部と北アメリカ北部で繁殖し、冬季はヨーロッパ、中央アジア、インド東部、中国東部、朝鮮半島、北アメリカ中部などに渡り越冬する。
日本へは冬鳥として九州以北に渡来するが、北日本の方が渡来数が多い。北海道では留鳥として少数が繁殖している。

## 形態
カモ類の中では、最も細長く見える（体高と体長の比率）種の一つ。全長はオスで概ね68cm程度。メスはオスよりかなり小さく平均値は60cm程度。オスは、頭部が緑色光沢のある黒色で、冠羽はないが後頭部がふくらんで見える。頸から脇・胸及び下面と背や小雨覆・三列風切等は白い。背の上面は黒い。メスは頭部が茶褐色で、冠羽は短い。胸から体の下面は白色で、背からの体の上面は灰褐色である。雌雄とも嘴と足は赤い。

## 生態
越冬時は、和名のとおり湖沼、河川などの淡水域に生息するが、内湾や沿岸部の浅瀬にも生息している。北日本では海水域に多く生息し、西日本では淡水域に多く生息する傾向がある。あまり大きな群れは作らず、1-数羽の小群で生活する。繁殖期は、内陸の湖沼の周辺の草原や湿地に生息する。
食性は主に動物食。潜水して魚類を捕食するが、郊外の公園に生息する個体の中には人間が与えるパンなどを食べているものもいる。
繁殖形態は卵生。繁殖期は4-6月で、地上に枯れ草などを用いて皿状の巣を作るが、樹洞を利用することもある。抱卵、育雛は雌が行う。
鳴き声は、カルル、カルル。

## 亜種
3亜種が存在する。
- カワアイサ　M. m. merganser, (英名:Goosander of Europe)
- コカワアイサ　M. m. orientalis, (英名:Central Asian Common Merganser)
- オオカワアイサ　M. m. americanus, (英名:American Common Merganser)

## 類似種と識別点
雌雄ともウミアイサによく似ているが、本種の方がやや大型である。また、オスの場合は冠羽がなく胸と脇が白いことで、メスは喉の白斑がはっきりしていること等で識別される。
コウライアイサは、本種よりやや小型で脇に鱗状の斑がある。

## 名称
種小名 meeganserは「潜水するガン」の意味、属名 Mergusも「潜水する」という意味があり、魚食性でよく潜る本種の生態に基づく命名である。